# Trigana-Air-Service-Flug 267
Trigana-Air-Service-Flug 267 (kurz IL267) war ein planmäßiger Inlandsflug der indonesischen Fluggesellschaft Trigana Air Service von Jayapura nach Oksibil in der indonesischen Provinz Papua Pegunungan (damals noch Provinz Papua), auf dem am 16. August 2015 der Funkkontakt zu der ATR 42-300 abbrach. Bewohner im abgelegenen Okbape-Distrikt berichteten, sie hätten beobachtet, wie das Flugzeug an einem Berg zerschellt wäre. Am folgenden Tag konnte die Unfallstelle von einem Suchflugzeug lokalisiert werden.

## Flugzeug
Die ATR 42-300 mit der Seriennummer 102 hatte ihren Erstflug im Mai 1988. Zum Zeitpunkt des Unglücks war die Maschine damit 27 Jahre und 3 Monate alt und hatte 50.133 Flugstunden sowie 55.663 Flugzyklen absolviert. Das Flugzeug war mit zwei Triebwerken vom Typ Pratt & Whitney Canada PW120 und Propellern vom Typ Hamilton Sundstrand 14SF-5 ausgestattet.
Die Trigana Air Service kaufte das Flugzeug im Januar 2005 von Trans States Airlines, die es im September 2004 außer Dienst gestellt und seitdem am Chicago Rockford International Airport abgestellt hatte.
Das Flugzeug war mit dem Luftfahrzeugkennzeichen PK-YRN in Indonesien registriert.

## Verlauf
- Karte mit allen Koordinaten:
- OSM |
- WikiMap

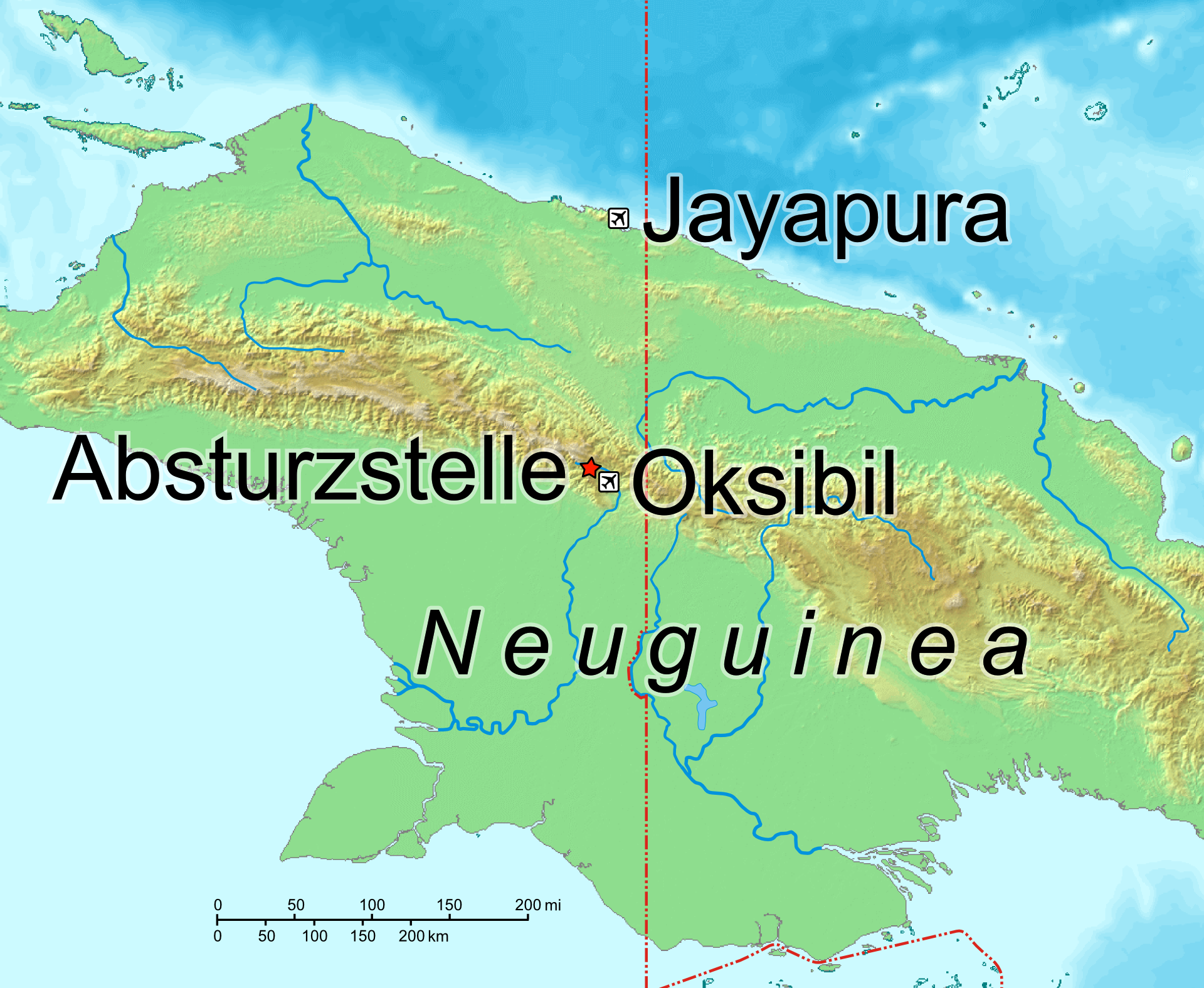
Start- und Zielflughafen sowie die Absturzstelle von Flug IL267 auf der Insel Neuguinea.

Das Flugzeug hob um 14:22 Uhr ostindonesischer Ortszeit (05:22 UTC) vom Flughafen Jayapura ab, mit einer erwarteten Ankunftszeit am Flughafen Oksibil von 15:04 Uhr (06:04 UTC). An Bord befanden sich insgesamt 54 Personen, bestehend aus zwei Piloten, zwei Flugbegleitern, einem Techniker der Fluggesellschaft und 49 Passagieren (44 Erwachsene, zwei Kinder und drei Kleinkinder). Für die Besatzung war es bereits der fünfte Flug an diesem Tag und der zweite auf der Strecke Jayapura–Oksibil.
Um 14:55 Uhr (05:55 UTC) nahmen die Piloten zum ersten Mal den Funkkontakt mit dem Flugplatz-Fluginformationsdienst (AFIS) in Oksibil auf und meldeten eine Flughöhe vom 11.500 Fuß (etwa 3500 Meter) am Punkt AMBISIBIL 4° 40′ 16″ S, 140° 34′ 28″ O. Der Flugleiter quittierte diese Meldung und empfahl den Piloten sich bei Überflug des Flughafens erneut zu melden. Die Piloten erwiderten, dass sie direkt in den linken Queranflug der Landebahn 11 zu fliegen beabsichtigten. Der Flugleiter empfahl den Piloten daraufhin den Anflug fortzusetzen und sich erneut zu melden, wenn sie sich im Endanflug auf die Landebahn 11 befänden.
Um 15:00 Uhr (06:00 UTC) erwartete der Flugleiter die Maschine im Endanflug, aber die Piloten hatten sich noch nicht gemeldet. Der Flugleiter versuchte über Funk Kontakt mit der Maschine herzustellen, erhielt aber keine Antwort. Der Flugleiter nahm deshalb Kontakt zur Trigana-Flugbetriebsleitung am Flughafen Jayapura auf und informierte sie darüber, dass der Funkkontakt zu den Piloten von Flug 267 abgebrochen sei. Daraufhin nahm die Flugbetriebsleitung ihrerseits Funkkontakt zu einem anderen in der Nähe befindlichen Piloten der Gesellschaft auf und bat ihn, Funkkontakt mit den Piloten aufzunehmen und nach der vermissten Maschine Ausschau zu halten. Der Flugleiter kontaktierte seinerseits die Dienststellen der Flugplätze in der Umgebung (Dekai 4° 51′ 22″ S, 139° 28′ 52″ O und Tanah Merah 6° 7′ 7″ S, 140° 16′ 0″ O), die als Ausweichlandeplätze hätten infrage kommen können.
Der Flughafen Oksibil verfügt über keinen eigenen Wetterdienst. Die Wetterbeobachtungen werden durch den Flugleiter vorgenommen. Zum Unfallzeitpunkt herrschte ein Wind von 8 Knoten aus 110° (Ostsüdost), die Sichtweite betrug 4 bis 5 Kilometer, die Wolkenuntergrenze lag in einer Höhe von 8000 Fuß (4000 Fuß über der Flugplatzhöhe) mit einer Bedeckung von bewölkt (5/8) bis fast bedeckt (7/8). Ansonsten wurden keine weiteren Wettererscheinungen festgestellt.

### Suche und Fund der Maschine
Um 16:30 Uhr Ortszeit (07:30 UTC) wurde ein Such- und Rettungsteam zusammengestellt. Dieses bestand aus Angehörigen des Flughafenbetreibers Oksibil, der örtlichen Regierung, der Polizei sowie der Armee. Die Suchoperation wurde um 18:00 Uhr (09:00 UTC) wegen der anbrechenden Nacht für den Unfalltag eingestellt. Am folgenden Tag sichtete eine Twin Otter, die sich auf dem Flug von Oksibil nach Jayapura befand, Rauch im linken Queranflug der Landebahn 11. Der Pilot der Maschine bat den Piloten einer in der Nähe befindlichen Pilatus Porter die Sichtung zu überprüfen. Dieser Pilot überflog in einer niedrigen Flughöhe die angegebene Position und konnte bestätigen, dass der Rauch von Trümmerteilen eines Flugzeugs stammte. Der Pilot teilte dies dem Flugleiter an Flughafen Oksibil mit, der daraufhin das Such- und Rettungsteam zur angegebenen Unfallstelle in Marsch setzte.
Das Flugzeugwrack wurde am Bergrücken des Tangok im Okbape-Distrikt im Regierungsbezirk Pegunungan Bintang in einer Höhe von 8300 Fuß (2530 Meter) über dem Meeresspiegel an der Position 4° 49′ 17,2″ S, 140° 29′ 57,2″ O gefunden. Die Fundstelle liegt in einer Entfernung von etwa 10 nautischen Meilen (18,5 Kilometer) und einer Peilung von 306° (Nordwest zu West) vom Flughafen Oksibil. Alle Flugzeuginsassen erlitten tödliche Verletzungen und das Flugzeug wurde durch die Aufprallkräfte und einen anschließenden Brand zerstört. Die Wrackteile waren in einer Richtung von 195°-200° verteilt.
Der Stimmenrekorder (CVR) konnte am 19. August 2015 geborgen werden und wurde zur Geschäftsstelle der indonesischen NTSC zur Auswertung gebracht. Am 20. August 2015 wurde auch der Flugdatenschreiber (FDR) geborgen und wurde ebenfalls zur NTSC gebracht.

## Untersuchung
Der Flugdatenschreiber vom Typ Fairchild F800 wurde in der Geschäftsstelle der indonesischen NTSC ausgelesen. Der Ausleseprozess wurde von Vertretern der französischen BEA überwacht. Die Flugdaten konnten nicht erfolgreich ausgelesen werden. Zur weiteren Auswertung wurde der Flugdatenschreiber zur BEA nach Paris gebracht.
Der geborgene Stimmenrekorder vom Typ L-3 Communications FA2100 konnte erfolgreich ausgelesen werden und es stehen zwei Stunden Sprachaufzeichnung in guter Qualität zur Verfügung. Aus dem relevanten Teil der Aufzeichnung wurden die folgenden Fakten ermittelt:
- Der Flug erfolgte in einer Reiseflughöhe von 11.500 Fuß auf der ATS Flugroute W 66[Anm. 5] bis zum Punkt MELAM 4° 15′ 43,7″ S, 140° 33′ 57,6″ O und dann weiter zum Punkt AMBISIBIL 4° 40′ 16″ S, 140° 34′ 28″ O.
- Die erste Kommunikation zwischen den Piloten und dem Flugleiter am Flughafen Oksibil erfolgte, als sich die Maschine über AMBISIBIL befand und die Piloten ihre Absicht erklärten, direkt in den linken Queranflug der Landebahn 11 fliegen zu wollen.
- Die Piloten hatten die Landeklappen und das Fahrwerk in Vorbereitung auf die Landung bereits ausgefahren.
- Es wurden bis zum Aufprallzeitpunkt keine Warnungen des Bodenannäherungs-Warnsystems (EGPWS) aufgezeichnet.
- Es wurde in der Zeit vom Reiseflug bis zum Aufprall keine Vorbesprechung der Landung oder Abarbeitung von Checklisten durch die Cockpitbesatzung aufgezeichnet.

Der Abschlussbericht zur Flugunfalluntersuchung kommt zu der Annahme, dass das EGPWS während dieses Fluges und schon bei zwei Flügen davor stillgelegt worden war: Trigana-Air-Service hatte festgestellt, dass einige seiner Piloten regelmäßig Bodenannäherungswarnungen dadurch unterbinden, indem sie die Stromversorgung des EGPWS unterbrechen.